# Folkesuverænitetsprincippet
Folkesuverænitetsprincippet, eller blot folkesuverænitet, er en politisk læresætning, som går ud på at al legitim statsmagt hidrører fra folket selv. Begrebet står således i modsætning til princippet om fyrstesuverænitet. Folkesuverænitet kan også beskrives som Vox populi.
Princippet formuleres første gang i en udtalelse fra det engelske parlament i sommeren 1649 efter opgøret med kong Karl 1. af England. Det blev ved udtalelsen i første ombæring, men princippet blev effektueret som parlamentarisk princip i England fra 1689. Senere formuleres princippet af Jean-Jacques Rousseau i hans værk Socialkontrakten. Folkesuverænitetsprincippet var således tæt knyttet til liberalismens fremvækst i 1700- og 1800-tallet, hvor det  blev brugt som et våben i borgerskabets kamp mod kongemagten og adelens privilegier. 
I den teoretiske debat om demokratiets udformning er folkesuverænitetsprincippet defineret som folket, der fastsætter og opretholder retsordenen. I praksis kan dette enten forekomme gennem et direkte demokrati ved vedtagelser i en folkeforsaming, eller i et repræsentativt demokrati, hvor den endelige afgørelse ligger hos parlamentet. Princippet kan dog også være formuleret som "magten udøves i overensstemmelse med folkets vilje". Den offentlige mening er i denne tolkning "vox populi", og enhver udøvelse af folkets vilje er i overensstemmelse med princippet.
Mange forfatninger rummer referencer til folkesuverænitetsprincippet, eksempelvis Norges grundlov, mens Danmarks Grundlov fastslår, at magten er hos Folketinget og kongen i forening og altså kun delvist implementerer princippet. Som regel optræder princippet som et krav om, at styret skal udgå fra en folkevalgt forsamling eller gennem direkte folkeafstemninger efter behov.

## Historie
Folkesuverænitet er i moderne Statsret ensbetydende med lat. 
suprema potestas og betegner den »højeste 
Magt« i Staten. Folkesuverænitet siges at herske der, hvor 
denne Magt tilkommer Folket. Men naar 
dette er Tilfældet, er ofte yderst tvivlsomt. Af 
Statens positive Love, af selve den skrevne 
Forfatning fremgaar intet med Sikkerhed. 
For Suverænen vil det vel altid være af en 
bydende politisk Nødvendighed ved Lovgivning 
at befæste og nærmere bestemme de 
statsretlige Følger af den erhvervede Suverænitet. Men 
Historien viser, at Suverænitet kan erhverves 
og tabes, uden at der samtidig foregaar en 
Forandring i Forfatningen. 14. Juli 1789 efter 
Stormen paa Bastillen gik i Frankrig 
Suveræniteten utvivlsomt faktisk over fra Kongen til 
Folket, men først i Forfatningen af 3. Septbr 
1791 blev denne Overgang af den »højeste Magt« 
forfatningsmæssig fastslaaet. De moderne 
Staters Forfatningslove indeholder dernæst ingen 
udtrykkelig Udtalelse om, hvem 
Suveræniteten tilkommer. Kun en Fortolkning af 
Forfatningens enkelte Bestemmelser om Statsmagtens 
Udøvelse vil i visse Tilfælde kunne yde et 
Indicium. Til Hjælp ved en saadan Fortolkning 
har man søgt visse alm. Kriterier. Man har 
saaledes sagt, at Suveræniteten tilkommer den 
Person (Fyrsten) eller Korporation (Folket), 
der er berettiget til at erklære Krig. I saa 
Fald kendes F. ikke i den moderne Stat. 
Saadanne alm. Kendetegn lader sig imidlertid 
ikke opstille. Det afgørende er ikke, om 
Suverænen er formelt berettiget til at udøve visse 
bestemte forfatningsmæssige Beføjelser. Hvem 
Suveræniteten tilkommer i en Stat, beror paa, 
hvem der faktisk har den højeste Magt. Er 
Suverænen i fornødent Fald i Strid med 
Forfatningen faktisk i Stand til at gennemføre sin 
Villie? Til dette Spørgsmaals Besvarelse vil 
i det enkelte foreliggende Tilfælde visse 
historiske Forhold kunne være afgørende ell. dog 
vejledende. Fyrsten maa saaledes vistnok siges 
at være suveræn i en Stat, hvor Magtforholdene 
historisk set er saadanne, at Fyrsten i 
Nødstilfælde kan gøre et Statskup med gunstigt 
Udfald, medens Folket maa anses for suverænt, 
hvor Folket under tilsvarende Forhold kan 
gennemføre en Revolution. I England, hvor 
i de sidste Aarhundreder Revolutioner er 
lykkedes, men Statskup mislykkedes, er 
Suveræniteten herefter hos Folket. I Frankrig, de store 
Revolutioners Land, maa F. vistnok ligeledes 
siges at herske. I Tysklend-Østerrig, hvor 
Statskup som Regel er lykkedes Revolutioner 
som Regel mislykkedes, hersker derimod 
Fyrstesuverænitet. For de fleste Staters 
Vedkommende er Spørgsmaalet tvivlsomt. Til Belysning 
af de faktiske Magtforhold, hvorpaa 
Spørgsmaalets Afgørelse beror, vil en Betragtning af 
Hærordningens Karakter i enkelte Tilfælde 
kunne bidrage.